# Cho Jin-ho
Dans ce nom coréen, le nom de famille, Cho, précède le nom personnel.
Pour les articles homonymes, voir Cho.
Cho Jin-ho (coréen : 조진호) (né le 2 août 1973 à Daegu en Corée du Sud et mort le 10 octobre 2017 à Pusan) est un footballeur international sud-coréen, qui évoluait au poste de milieu de terrain, avant de devenir entraîneur.

## Biographie

### Carrière de joueur

#### Carrière en sélection
Avec l'équipe de Corée du Sud, il dispute 12 matchs (pour 2 buts inscrits) en 1994. Il figure notamment dans le groupe des sélectionnés lors de la coupe du monde de 1994. Lors du mondial, il joue un match face à l'Allemagne.
Il participe également aux JO de 1992.

### Carrière d'entraîneur
Cho Jin-ho raccroche ses crampons en 2002 pour commencer sa carrière d’entraîneur dès l'année suivante à Bucheon.
En 2017, Cho Jin-ho est nommé entraîneur de l'équipe pro de Busan IPark. C'est en se rendant au travail, le 10 octobre 2017, qu'il est victime d'une attaque cardiaque. Conduit à l'hôpital le plus proche, il ne peut être sauvé. Son décès provoque une vive émotion chez les autres entraîneurs de K League et chez ses anciens coéquipiers .